# Entocolax
Genre
Entocolax est un genre de mollusques gastéropodes de la famille des Eulimidae. Les espèces rangées dans ce genre sont marines et parasitent des échinodermes.

## Systématique
Le genre Entocolax a été créé en 1888 par le zoologiste et professeur d'université Walter Voigt (d) (1856–1928) avec comme espèce type Entocolax ludwigii.
Ne pas confondre ce genre de gastéropodes avec le genre de plantes Entocolax Reinsch, 1875 dont la seule et unique espèce est Entocolax naegelianus.

## Liste d'espèces
Selon World Register of Marine Species (28 juillet 2021) :
- Entocolax chiridotae Scarlato, 1951
- Entocolax ludwigii Voigt, 1888 - espèce type
- Entocolax olgae Nekhaev, 2016
- Entocolax rimskykorsakovi Ivanov, 1945
- Entocolax schiemenzi Voigt, 1901
- Entocolax schwanitschi Heding in Heding & Mandahl-Barth, 1938
- Entocolax trochodotae Heding, 1934

## Publication originale
- (de) Walter Voigt, « Entocolax ludwigii, ein neuer seltsamer Parasit aus einer Holothurie », Zeitschrift für wissenschaftliche Zoologie, vol. 47,‎ 1888, p. 658-688 (ISSN 0044-3778, OCLC 50371254, lire en ligne).